# 丘經
丘經（1460年—1513年），字正夫，號梅崕，錦衣衛籍，浙江安吉縣人，明朝政治人物。

## 生平
成化二十二年（1486年）丙午科順天府鄉試第二十八名舉人。弘治三年（1490年）中式庚戌科會試第五十名，三甲第七十八名進士。九年六月授南京都察院理刑知县，十年四月实授南京广东道監察御史，丁憂歸。服闋，十七年四月复除江西道御史。出为镇江府知府，曾因忤劉瑾被逮下狱。正德六年（1612年）正月升山东左参政。

## 家族
曾祖丘信；祖父丘偉；父丘英，母顧氏。具庆下。弟丘纶。女婿王世芳。